# تا زمانی که سلامتی خود را به دست آورده‌اید
تا زمانی که سلامتی خود را به دست آورده‌اید (انگلیسی: As Long as You've Got Your Health) یک فیلم به کارگردانی پیر اتکس محصول سال ۱۹۶۶ کشور فرانسه است.